# Mylomys dybowskii
Mylomys dybowskii es una especie de roedor de la familia Muridae.

## Distribución geográfica
Se encuentra en Angola, Camerún, República Centroafricana, República del Congo, República Democrática del Congo, Costa de Marfil, Ghana, Guinea, Kenia, Liberia, Malaui, Ruanda, Tanzania,y  Uganda.

## Hábitat
Su hábitat natural son: los bosques húmedos de tierras bajas y pastizales de tierras bajas subtropicales o tropicales estacionalmente húmedos o inundados.